# Синиця зеленоспинна
Синиця зеленоспинна (Parus monticolus) — вид горобцеподібних птахів родини синицевих (Paridae).

## Поширення
Мешкає в лісах Південної та Південно-Східної Азії. Ареал виду включає такі країни: Бутан, Індія, Лаос, М'янма, Непал, Пакистан, Тайвань, В'єтнам і Китай. Там він мешкає в гірських лісах Гімалаїв та інших гірських хребтів на висоті від 2000 до 3500 метрів влітку. Крім того, трапляється в людських садах і парках. Зимує в нижніх районах.

## Підвиди
Виділяють чотири підвиди:
- P. m. monticolus Vigors, 1831 — номінальна форма, північний Пакистан до західного Непалу та південний Тибет;
- P. m. yunnanensis La Touche, 1922 — Східні Гімалаї та Північна Індія до центрального Китаю, північного Індокитаю та М'янми;
- P. m. legendrei Delacour, 1927 — Центральний В'єтнам;
- P. m. insperatus Swinhoe, 1866 — Тайвань.